# Meragisa pseudothia
Meragisa pseudothia är en fjärilsart som beskrevs av William Schaus 1939. Meragisa pseudothia ingår i släktet Meragisa och familjen tandspinnare. Inga underarter finns listade i Catalogue of Life.